# CDNA
Die cDNA (englisch complementary DNA, deutsch komplementäre DNA) ist eine DNA, die mittels des Enzyms Reverse Transkriptase als Abschrift einer RNA (beispielsweise mRNA oder ncRNA) synthetisiert wird. Anwendung findet die cDNA in der Molekularbiologie, Transkriptomanalyse sowie in der medizinischen Diagnostik.

## Synthese
Mit Hilfe des Enzyms Reverse Transkriptase kann aus RNA die dazu komplementäre cDNA hergestellt werden. Diese spezifische, RNA-abhängige DNA-Polymerase benötigt wie andere DNA-Polymerasen einen Primer (ein kurzer, komplementärer DNA-Abschnitt) zur Synthese, welcher an die RNA bindet. Meist wird als Primer ein Oligo-dT-Nukleotid (15–25 Desoxythymidine) eingesetzt, welcher komplementär zum Poly-A-Schwanz der eukaryotischen mRNA ist, oder random Hexamer-Oligonukleotide (bestehend aus sechs zufällig zusammengesetzten Nukleotiden). Es können aber auch spezifische Primer eingesetzt werden, um gezielt ein Transkript zu isolieren. Das Produkt der Synthese ist ein cDNA-Strang, der mit dem ursprünglichen RNA-Strang hybridisiert ist. Letzterer kann nun mit dem Enzym RNase H abgebaut werden. In der weiteren Prozessierung wird mittels einer DNA-abhängigen DNA-Polymerase (über einen Primer) der komplementäre DNA-Strang zum schon bestehenden cDNA-Einzelstrang synthetisiert. Als Primer können dabei mRNA-Reste dienen, die noch nicht von der RNase H abgebaut wurden. Die heute verwendeten Methoden zur Zweitstrang-Synthese beruhen auf den Arbeiten von Hiroto Okayama und Paul Berg an der Stanford University und der Weiterentwicklung von Ueli Gubler und Beth Hoffmann bei Hoffmann-LaRoche. Das Ergebnis ist eine doppelsträngige cDNA. Da die ursprüngliche Matrize eine prozessierte RNA war (die u. a. das Splicing schon durchlaufen hat), finden sich auf der cDNA im Gegensatz zu natürlichen eukaryotischen DNAs keine Introns. Diese Tatsache ist für die Klonierung der cDNA in Vektoren wie Plasmiden und anschließender rekombinanter Proteinexpression von Bedeutung.

## Anwendungen und Bedeutung
Über PCR lassen sich cDNAs vervielfältigen. Diese Reverse Transkriptase-Polymerase-Kettenreaktion (RT-PCR) kann auch quantitativ als qPCR durchgeführt werden, etwa als Real time quantitative PCR. Mit dieser Variante der Genexpressionsanalyse lässt sich die Expressionsrate der jeweils zugrundeliegenden RNA bestimmen, so dass sich in der Forschung und Diagnostik Unterschiede in der Genexpression von verschiedenen Geweben oder aber gesundem zu erkranktem Gewebe nachweisen lassen. Weiterhin wird cDNA in der Diagnostik zum Nachweis von Erregern verwendet, z. B. von HIV im Blut von Patienten. Auch für die Erzeugung von Microarrays können cDNAs verwendet werden. Ausgangspunkt der Erzeugung fluoreszierender Proben für das Screening von DNA-Chips ist ebenfalls häufig die RT-Reaktion. Die serielle Analyse der Genexpression (SAGE) basiert ebenfalls auf der Erzeugung von, in diesem Fall kurzen cDNAs. Um Volllänge-cDNAs zu identifizieren, wird eine Abwandlung der RT-PCR, die RACE-PCR verwendet.
Durch Klonierung und Sequenzierung der cDNA (als expressed sequence tags, EST) kann die Sequenz der entsprechenden Gene durch deren Projektion auf das entsprechende Genom analysiert werden.
Die cDNA ermöglicht so auch Informationen zu alternativem Splicing zu gewinnen, das heißt welche Variante in welchem Gewebe oder Zelltyp vorkommen und wo Intron-Exon-Grenzen sich im Gen befinden.
Weiterhin kann aus cDNA anhand des genetischen Codes die Aminosäuresequenz eines Proteins eindeutig abgeleitet werden und so ein cDNA-Klon zur Expression des entsprechenden Proteins genutzt werden (rekombinante Proteinexpression).

## cDNA-Bibliothek
Eine cDNA-Bibliothek, auch cDNA-Bank, ist eine Sammlung von vielen cDNAs, die aus der mRNA einer bestimmten Zelle oder eines Gewebes isoliert und umgeschrieben wurde und repräsentiert im Idealfall die Gesamtheit aller exprimierten Gene, das Transkriptom, der untersuchten Probe. Die cDNAs werden in der Regel in den Bakteriophagen Lambda, oder Plasmide kloniert, die in Bakterien vermehrt werden. Eine solche cDNA-Bank kann dann z. B. für Screening-Verfahren genutzt werden. Ein typisches Screening-Verfahren von cDNA Banken ist die Kolonie-Hybridisierung-Screening-Technik, bei der radioaktive DNA-Proben eingesetzt werden. Ziel ist beispielsweise eine bestimmte cDNA aus einem noch unerforschten Organismus zu isolieren oder Genfamilien zu entdecken. Ein bekanntes Beispiel ist die Erforschung der Homöobox-Proteine. Werden die cDNAs in Expressionsvektoren kloniert, erlaubt dies die Isolierung mit Antikörpern oder aufgrund einer Eigenschaft, die sich etwa biochemisch oder elektrophysiologisch nachweisen lässt. Auch unbekannte Interaktionspartner können mit Expressionsbanken identifiziert werden, z. B. im Hefe-Zwei-Hybrid-System.